# Joseph Martin Kraus
Pour les articles homonymes, voir Joseph Martin et Kraus.
Joseph Martin Kraus est un compositeur de la période classique et chef d'orchestre allemand né à Miltenberg am Main, petite ville bavaroise, le dimanche 20 juin 1756 et mort à Stockholm, où il fait l'essentiel de sa courte carrière, le samedi 15 décembre 1792. Kraus est éclipsé par son exact contemporain, l'illustre Wolfgang Amadeus Mozart.

## Biographie

### Formation
Après un bref passage à Osterburken, la famille déménage à Buchen, en 1761. Son père, Joseph Bernhard, y trouve un emploi de fonctionnaire (Stadtschreiber c'est-à-dire greffier municipal). Sa mère, Anna Dorothea Schmidt, met au monde treize enfants, dont six seulement survécurent. Le petit Joseph fait ses classes à Buchen et prend ses premières leçons de musique : piano et violon avec le recteur ecclésiastique Georg Pfister (1730-1807) et chante sous la direction du chef de chœur (le maître de chapelle) Bernhard Franz Wendler (1702-1782).
En 1768, à douze ans, il entre au Jesuiten-Gymnasium (collège des Jésuites) de Mannheim et est enfant de chœur (Sängerknabe) à l'église de la Cour palatine. Il a pour professeur de violon Alexander Keck (de) (1724-1804) et de chant Anton von Klein (de) (1748-1810), auteur du célèbre livret d'opéra, le premier en allemand, Günther von Schwarzburg du Viennois Ignaz Holzbauer. Son maître Anton Klein laisse un témoignage précieux : 

« Son don pour la musique était si remarquable et si exceptionnel que dès le premier trimestre de l'année, il surpassa la soprano tant au niveau des registres que des compétences et il joua ainsi dans un trio sur son petit violon - car il ne pouvait encore en tenir un grand - la première voix d'une sonate pour trio - moi, son professeur, jouant la seconde, à la stupéfaction de tous ceux qui se tenaient à la tribune. Il progressa ainsi naturellement jusqu’à sa dixième année et l'on peut même dire qu'il était trop doué lorsqu'il fut admis au conservatoire de musique de Mannheim. »

— Anton Klein
C'est là qu'il est sensibilisé à la musique de son temps notamment de Cannabich et Fränzl.

À la demande de ses parents, en 1773, il entreprend des études de droit et de philosophie à l'université de Mayence, mais en est si peu satisfait qu'il écrit un pamphlet satirique dont le titre est : Wie der in den letzten Zügen liegenden sogennanten Mainzer Universität noch aufzuhelfen sei und wie ? — c'est-à-dire : « la soi-disant Université de Mayence peut-elle encore être sauvée de la décadence et si oui, comment ? » — et poursuit son cycle universitaire à Erfurt (1774). Parallèlement, il poursuit ses études musicales sous la conduite de Johann Christian Kittel (un élève de J.-S. Bach) et de Georg Peter Weimar (élève de Carl Philipp Emanuel Bach). Kraus rapporte lui-même : « C'est seulement là que j'ai appris ce qu'était l'art de composer. » Ces voyages lui permettent de faire la connaissance d'autres compositeurs, tels Agricola, Graun, Neffe ou Rolle (qui tous exerçaient à Erfurt) et, lors d'un déplacement à Hambourg, Carl Philipp Emmanuel Bach. Le diplomate suédois Frederik Samuel Silverstolpe (1769-1851), premier biographe de Kraus, dans un ouvrage écrit en 1833, rapporte les propos de C.P.E. Bach : 

« Kraus promet de devenir un des plus grands de notre monde musical. Je le préfère à Mozart à bien des égards. »

En 1775, âgé de dix-neuf ans, Kraus compose son Requiem, une de ses premières œuvres, et deux oratorios, Der Tod Jesu et Die Geburt Jesu

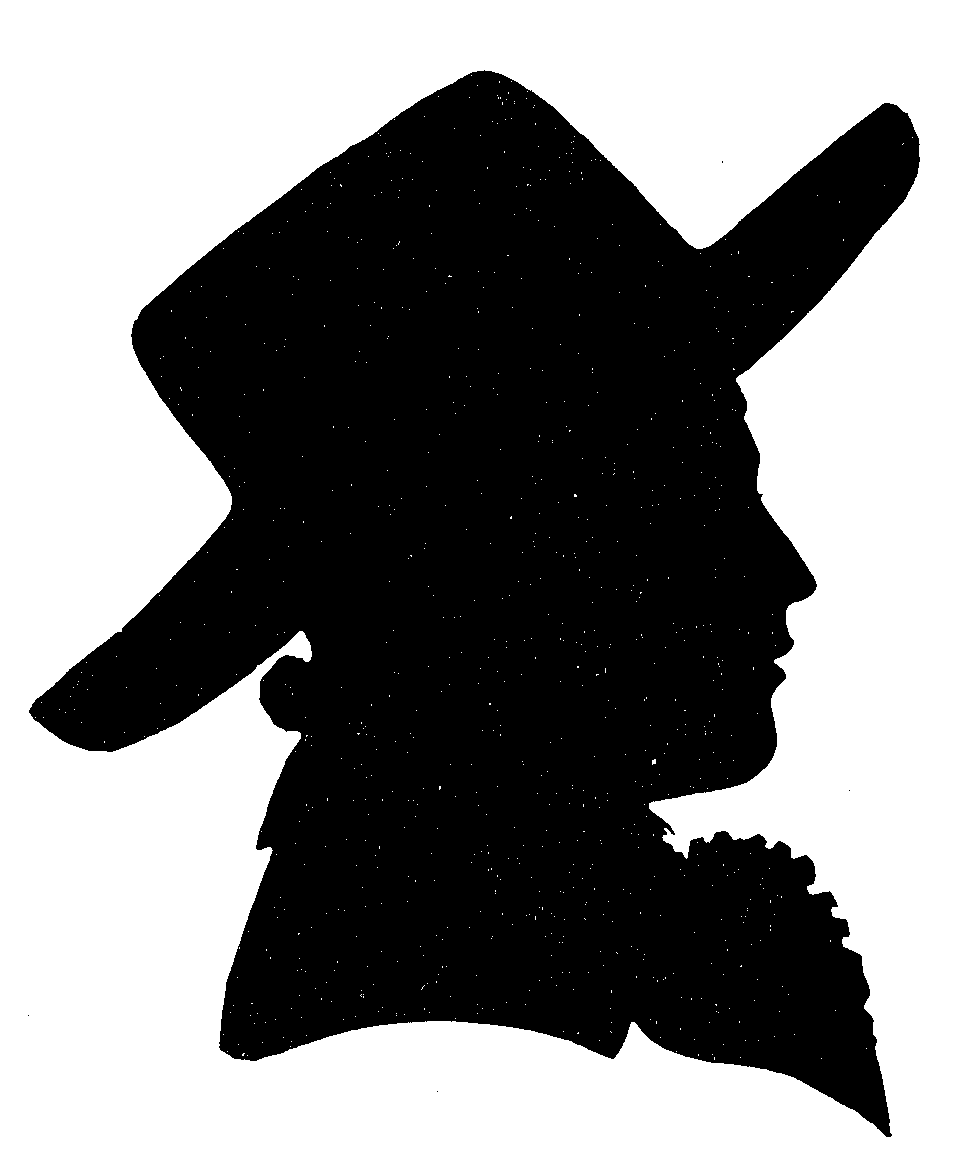
Silhouette autoportrait de Joseph Martin Kraus lorsqu'il était étudiant à Göttingen, vers 1776-1777. Kraus a dit avoir fait environ 2000 de ces silhouettes. (Collection du Bezirksmuseum Buchen, Odenwald)

De 1776 à 1778, il poursuit son droit à Göttingen, la plus importante faculté de droit d'Allemagne, et adhère au Göttinger Hainbund, une association littéraire d'étudiants, qui avait pour modèle et fondateur le poète Klopstock. Le jeune homme ne tarde pas à s'emballer pour les idées de ce mouvement.

C'est de cette époque qu'il laisse quelques écrits : un recueil de dix-neuf poèmes, aujourd'hui disparu, Versuch von Schäfergedichten (« Essai de poèmes bucoliques »), une tragédie en 3 actes, Tolon publiée à Francfort en 1776, ainsi qu'un essai Etwas von und über Musik fürs Jahr 1777 (« Quelques observations sur la musique pour l'année 1777 »). Kraus y critique vigoureusement le conformisme et les doctrines étriquées de ses contemporains à l'opéra et évoque son admiration pour les musiciens tels Holzbauer (1711-1783), Grétry et plus particulièrement Gluck ; surtout il exprime son adhésion à l'esprit du mouvement Sturm und Drang, dont ce texte est l'une des rares références : 

« La musique peut certainement décrire non seulement une émotion donnée, mais aussi le passage de l'une à l’autre. (...) Les aspects musicaux contrastés de ce courant sont désormais assez bien définis : prédominance du mode mineur, changement fréquent de tonalités et de thématique, modulations inusitées dans les tons éloignés, modifications soudaines et violentes de dynamique, et, par-dessus tout, dramatisation constante du discours musical. »

— Kraus - Phrases extraites du Etwas von und über Musik fürs Jahr 1777.
On sait grâce à sa correspondance que Kraus compose des quatuors et des symphonies par six, ainsi que quelques œuvres concertantes, toutes disparues. Sa période de Göttingen a été déterminante pour sa formation et de son propre aveu il a appris d'autres choses que ce pour lesquelles il y était venu...

### Stockholm
En juin 1778, Kraus abandonne sa carrière juridique et gagne la Suède, accompagné par Carl Strinsberg un étudiant suédois en théologie et membre, comme lui, de la Göttinger Hainbund. Âgé de vingt-deux ans, sans but précis, avec la perspective de trouver un emploi de musicien dans le contexte favorable des réformes culturelles entreprises par le souverain, désireux de faire de Stockholm une capitale culturelle reconnue de toute l'Europe. Mais, outre la concurrence d'autres musiciens, il a du mal à se faire accepter par la société suédoise et passe deux années dans la misère, aidé par sa famille.
Son opéra Azire, sur un livret de son ami Carl Strinsberg est refusé par l’Académie Royale de Musique (il ne subsiste que des fragments du ballet final). Kraus confie à sa famille que «la musique est fort estimée mais le poète a des ennemis». Cependant, la nomination d'un nouveau directeur à l'opéra, Leijonhufvud, lui offre une chance nouvelle, ce dernier le prend sous sa protection et le fait élire à l’Académie en novembre 1780. 
Gustave III de Suède, passionné des arts et particulièrement d'opéra, commande au jeune compositeur Proserpine, dont le souverain a écrit le livret et que met en vers le poète Johan Kellgren (1751–1795). L'œuvre, présentée à la cour en juin 1781, fut si bien accueillie que Kraus est nommé adjoint Kapellmästere à la chapelle de la Cour royale (juin 1781). 

« Enfin, mon œuvre a été représentée devant le roi dans son palais de plaisance d'Ulriksdal. À cette occasion, j'ai moi-même dirigé l’orchestre. La Cour a semblé y prendre plaisir, et la façon dont le roi m'a exprimé sa satisfaction a dépassé toutes mes espérances. La musique à peine terminée, le roi m'a parlé pendant plus d'un quart d'heure, me complimentant d'abord très poliment, me posant des questions sur tout et rien, tandis qu'il me détaillait de la tête aux pieds. Pour ma part, selon ma bonne vieille habitude, je pris la liberté de regarder le monarque droit dans les yeux, et ceci, comme je l'entendis dire plus tard, fut ce qui lui plut le plus. Puisque la poésie n'est pas encore terminée, l'opéra ne pourra pas, il est vrai, être donné avant l'automne : mais alors, je dois pouvoir espérer un beau présent. »

— Kraus, Lettre à ses parents du 14 juin 1781.
L'opéra n'aura pas d'autres représentation avant nos jours. Cependant, le souverain passe commande d'un Énée à Carthage à Kraus et Gustav Vasa à Johann Gottlieb Naumann. Énée devait être monté pour l'inauguration du nouvel opéra de Stockholm, mais la fuite de l'actrice tenant le rôle de Didon empêcha le projet. Ce fut Cora et Alonzo de Naumann qui fut produit à la place (30 septembre 1782). 
Kraus peaufina pendant dix ans son Énée, œuvre monumentale en cinq actes.

### Voyage en Europe
En octobre 1782, juste après l'inauguration du tout nouvel opéra de Stockholm, le Roi envoie Kraus à travers l'Europe, tous frais payés, « non pour étudier la musique, mais simplement pour observer la récente organisation du théâtre » (Gustav III). Il traverse l'Allemagne par Berlin, Dresde, Leipzig, Munich pour atteindre Vienne. À cette occasion il rencontre les figures emblématiques de l'époque, l'organiste Albrechtsberger, Gluck, qu'il admire et devant qui il joue par cœur ! de longs extraits de ses opéra, et Joseph Haydn (1732–1809) qu'il alla voir à Esterhazà – dédicataire et créateur de la magnifique Symphonie en ut mineur (VB 142) – fait un accueil favorable à Kraus et le considère comme un génie. Plus tard, Joseph Haydn confie à Silverstolpe, le 9 décembre 1801 : 

« Kraus est le premier homme de génie que j'ai rencontré. Pourquoi devait-il mourir ? C'est une perte irremplaçable pour l'art. La Sinfonia en ut mineur qu'il a écrit pour moi à Vienne, sera considéré comme un chef-d'œuvre par les siècles futurs, et croyez-moi, il y en a peu capable d'en écrire de tels. »

Malgré son séjour à Vienne de plusieurs mois, on ne possède aucun document sur une hypothétique rencontre à Vienne avec Mozart.

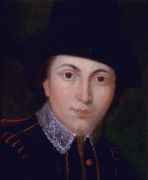
Portrait de Joseph Martin Kraus peint par Antonio Pomarolli en 1783, lors de son voyage en Italie (Musée de Buchen, Odenwald).

En 1783, il poursuit son périple en direction de l'Italie : Venise, Florence, Rome, Naples puis Bologne, où il rencontre le Padre Martini, sans doute le plus célèbre maître et théoricien italien du temps – dont Mozart fut élève treize ans plus tôt. 
De juin 1784 à 1786, il s'installe à Paris. Ses symphonies en ré mineur et mi mineur sont jouées au Concert Spirituel. La première est publiée en 1786 sous le nom de Haydn et l'autre, en 1787 après le départ de Kraus, sous le nom de Giuseppe Cambini (1746–1825), compositeur en vogue. Cette pratique était courante chez certains éditeurs peu scrupuleux, afin de mieux vendre les œuvres de compositeurs peu connus. Kraus passe aussi quelque temps à Londres pour les fêtes anniversaires de la naissance de Haendel (1785). 
Ne recevant plus d'argent de Suède, il décide de rentrer.

### Dernières années
Vers Noël 1786, après quatre années de voyage, il est de retour en Suède. Kraus y découvre qu'il a été évincé de son poste par l'abbé Georg Joseph Vogler (1749-1814). Il faudra deux années pour regagner la confiance de son protecteur. Il est d'abord nommé directeur de l’Académie Royale de Musique, puis l'année suivante il cumule ce poste avec celui de Hovkapellmästere (Premier Maître de chapelle, c'est-à-dire chef de l'Orchestre Royal) succédant à l'italien Francesco Antonio Uttini (1723-1795). 
Pendant cette période, il fait partie du cercle d'intellectuels regroupés autour de l'architecte Érik Palmstedt (1741-1803) où se débattent toutes les affaires culturelles, littéraires et musicales de Stockholm.
Jusqu'à sa mort, il y est très actif en tant que compositeur, chef d'orchestre, organiste et professeur à l’Académie :

« Mis à part le dîner et le souper, quand je puis dérober quelque temps à ce but, ma journée est celle d'un bagnard aux travaux forcés : sons chantés, piaillés, mesure battue et rebattue, flonflons d'orgue du matin au soir et du soir au matin, sans répit, à tel point que ma sueur est empestée par toutes ces notes. »

— Kraus, 1788.
Sa symphonie "Per la chiesa" (VB 138) est créé lors de la cérémonie d'ouverture de la session le 9 mars 1789 du Riksdag (Reichstag, ou chambre des députés suédois) à St Nicolaï. La Sinfonia est précédée par une Marche de Mozart extraite d'Idoménée de Mozart. 
En janvier 1792, Kraus compose l'ouverture, une marche et des interludes pour l' Olympie de Voltaire, joué au Théâtre Royal dans une traduction de Kellgren.
En mars 1792 le Roi Gustave III de Suède meurt des suites d'un attentat au pistolet. Kraus, qui a vu la scène, en est profondément touché. Il compose et dirige une Symphonie funèbre (VB 148), ainsi qu'une Cantate funèbre, lors de la cérémonie d'inhumation du souverain. Des témoins rapportent que pris par l'émotion, le compositeur s'évanouit sur l'estrade.
Kraus, en pleine possession de ses moyens artistiques, est emporté, à l'âge de trente-six ans, par la tuberculose le 15 décembre 1792 - huit mois après la disparition de son protecteur. Il repose dans la presqu'île de Tivoli, près de Stockholm, à Bergshama, dans le parc Haga. Sur la pierre tombale on peut lire : « Ici repose le corps terrestre de Kraus, à travers sa musique vit ce qui est céleste. »
Son grand opéra, Aeneas i Cartago, commandée après Proserpine, toujours sur un livret de Kellgren et en chantier pendant dix ans, n'est donné qu'à titre posthume le 18 novembre 1799 par Hæffner, sous une forme mutilée.
Il est inhumé dans le Parc Tivoli à Solna.

## Catalogue des œuvres
Le catalogue a été dressé par le musicologue américain Bertil van Boer (de) en 1998, grand spécialiste et éditeur de Kraus (chez Artaria). Il en décompte 208, dont hélas, bon nombre d'œuvres perdues et une quinzaine de numéros supplémentaires, dit en allemand Anhang. 
Un autre catalogue établit par Karl Schreiber, est précédé de la lettre A.
| VB                            | Œuvre                                                                                               | Genre | Note                                                                       |
| ----------------------------- | --------------------------------------------------------------------------------------------------- | --- | -------------------------------------------------------------------------- |
| I. Musique vocale et de scène | | |                                                                            |
| Musique sacrée                | | |                                                                            |
| 1                             | Requiem en ré mineur                                                                                | Musique sacrée | 1775                                                                       |
| 2                             | Messe de jubilé pour le père Alexander Keck (de)                                                    | Musique sacrée | perdu                                                                      |
| 3                             | Requiem pour Joseph II                                                                              | Musique sacrée | perdu                                                                      |
| 4                             | Miserere en ut mineur                                                                               | Musique sacrée | 1773, Erfurt                                                               |
| 5                             | Parvum Quando en ré majeur                                                                          | Musique sacrée |                                                                            |
| 6                             | Te deum en ré majeur                                                                                | Musique sacrée |                                                                            |
| 7                             | Fracto demum sacramento en ré majeur                                                                | Musique sacrée |                                                                            |
| 8                             | Proh Parvule en ut majeur                                                                           | Musique sacrée | perdu                                                                      |
| 9                             | Mot en alsvoedig magt en mi-bémol majeur                                                            | Musique sacrée |                                                                            |
| 10                            | Stella coeli en ut majeur                                                                           | Musique sacrée | 1783                                                                       |
| 11                            | In te speravi domine en mi-bémol majeur (extrait d'un Te deum)                                      | Musique sacrée |                                                                            |
| 12                            | Miserere (avec Roman Hoffstetter)                                                                   | Musique sacrée |                                                                            |
| 13                            | Miserere nostri domine en ut mineur (extrait d'un Te deum)                                          | Musique sacrée |                                                                            |
| 14                            | Motet en ré majeur (fragments)                                                                      | Musique sacrée |                                                                            |
| 15                            | Cantate pour l'installation de Magnus Lehnberg en ré majeur                                         | Musique sacrée |                                                                            |
| 16                            | Der geburt Jesu                                                                                     | Oratorio | perdu 1776                                                                 |
| 17                            | Der tod Jesu                                                                                        | Oratorio | perdu 1776                                                                 |
| Opéra                         | | |                                                                            |
| 18                            | Azire                                                                                               | Opéra | perdu 1779 (fragments du ballet)                                           |
| 19                            | Proserpine                                                                                          | Opéra en un acte - Livret de Kellgren sur un canevas de Gustave III.                                                                        | 1781                                                                       |
| 20                            | Zélia, ou l'origine de la félicité                                                                  | Opéra | perdu                                                                      |
| 21                            | Œdipe                                                                                               | Opéra | perdu (détruit)                                                            |
| 22                            | Soliman II et les trois sultanes                                                                    | Opéra comique (Singspiel) |                                                                            |
| 23                            | Aeneas i cartago                                                                                    | Opéra en 5 actes et un prologue - Livret de Kellgren d'après Didon (1734) de Jean-Jacques Le Franc Marquis de Pompignan                     |                                                                            |
| 24                            | Musik spiel (incomplet)                                                                             | | perdu                                                                      |
| 25                            | Le bon seigneur                                                                                     | |                                                                            |
| 26                            | Hoer Mina Oemna Suckar en la majeur                                                                 | |                                                                            |
| 27                            | 4 intermezzos pour l'Amphitryon, comédie de Molière                                                 | |                                                                            |
| 28                            | Couplets to Fintbergs Broellop                                                                      | |                                                                            |
| 29                            | Couplets pour fri-corpsen, eller dalkarkarne                                                        | | perdu                                                                      |
| 30                            | Du i hvars oskuldfulla en sol majeur                                                                | |                                                                            |
| 31                            | Couplets pour Foedelsedagen                                                                         | | perdu                                                                      |
| 32                            | Oefventyraren, Eller Resan Till Moenens Oe                                                          | |                                                                            |
| 33                            | Olympie pour la pièce de Kellgren d'après Voltaire                                                  | Orchestre (2 hautbois, 2 clarinettes, 2 bassons, 2 cors, 2 violons, alto, violoncelle & basse)                                              | 1791                                                                       |
| 34                            | Moe Sveafolk Din Tacksamhet en ut majeur                                                            | |                                                                            |
| 35                            | Chœur pour Œdipe                                                                                    | |                                                                            |
| 36                            | Marknaden                                                                                           | | perdu                                                                      |
| Ballets                       | | |                                                                            |
| 37                            | Pantomime en ré majeur                                                                              | Orchestre (2 flûtes, 2 hautbois, 2 cors, 2 violons, alto, violoncelle & basse)                                                              | 1769-1772 Mannheim                                                         |
| 38                            | Pantomime en sol majeur                                                                             | Orchestre (2 hautbois, 2 cors, 2 violons, alto, violoncelle & basse)                                                                        | 1769-1772 Mannheim                                                         |
| 39                            | Mouvements de ballet pour l'Armide de Gluck                                                         | Orchestre (2 piccolos, 2 flûtes, 2 hautbois, 2 clarinettes, 2 bassons, 4 cors, 2 trompettes, Timpani, 2 violons, alto, violoncelle & basse) | 1787                                                                       |
| 40                            | Fiskarena (ballet-pantomime, ouverture & 20 numéros, pour l'œuvre de Bournonville, acte I)          | Orchestre (2 flûtes, 2 hautbois, 2 bassons, 4 cors, 2 violons, alto, violoncelle & basse)                                                   | 1789                                                                       |
| Cantates                      | | |                                                                            |
| 41                            | Zum Geburtstage Des Koenigs                                                                         | |                                                                            |
| 42                            | Cantate funèbre pour Gustav III                                                                     | Cantate | 1792                                                                       |
| 43                            | La scusa                                                                                            | |                                                                            |
| 44                            | La pesca                                                                                            | |                                                                            |
| 45                            | Den frid ett menlöst hjeter njuter                                                                  | Cantate (soprano, 2 flûtes, 2 hautbois, 2 cors, 2 violons, alto, violoncelle & basse)                                                       | 1780 (vers. 1) Stockholm                                                   |
| 46                            | La gelosia                                                                                          | |                                                                            |
| 47                            | La primavera                                                                                        | |                                                                            |
| 48                            | Non più fra sassi algosi en mi majeur                                                               | |                                                                            |
| 49                            | In te spero o sposa amata en si-bémol majeur                                                        | |                                                                            |
| 50                            | T'intendo, si mio cor en mi-bémol majeur                                                            | |                                                                            |
| 51                            | conservati fedele en sol majeur                                                                     | |                                                                            |
| 52                            | Duo en sol majeur                                                                                   | |                                                                            |
| 53                            | Aria en la-bémol majeur                                                                             | | perdu                                                                      |
| 54                            | Misero pargoletto en fa mineur                                                                      | |                                                                            |
| 55                            | Sentimi non partir... al mio béne en mi-bémol majeur                                                | |                                                                            |
| 56                            | Innocente donzelletta en si-bémol majeur                                                            | |                                                                            |
| 57                            | Aure belle che spirate en ut majeur                                                                 | |                                                                            |
| 58                            | Du temps qui détruit tout en sol majeur                                                             | |                                                                            |
| 59                            | Ch'io mai vi possa en ut majeur                                                                     | |                                                                            |
| 60                            | Del destin non vi lagnate en la majeur                                                              | |                                                                            |
| 61                            | Ch'io parta ? m'accheto en fa majeur                                                                | |                                                                            |
| 62                            | Se non ti moro al lato en mi-bémol majeur                                                           | |                                                                            |
| 63                            | Ma tu tremi en mi-bémol majeur                                                                      | |                                                                            |
| 64                            | Non temer non son più amante en si-bémol majeur                                                     | |                                                                            |
| 65                            | Fermati !... se tutti i mali miei en mi-bémol majeur                                                | |                                                                            |
| 66                            | Son pietosa e sono amante en fa majeur                                                              | |                                                                            |
| 67                            | Fra l'ombre un lampo solo en fa majeur                                                              | |                                                                            |
| 68                            | Carmen biblicum                                                                                     | |                                                                            |
| 69                            | Meine Mutter Hat Goense en fa majeur                                                                | |                                                                            |
| 70                            | Chœur & Canon                                                                                       | |                                                                            |
| 71                            | Aandes sagte, vestenvinde en fa majeur                                                              | |                                                                            |
| Mélodies allemandes           | | |                                                                            |
| 72                            | Schweizer Rundgesang en fa majeur (Matthias Claudius)                                               | Mélodie |                                                                            |
| 73                            | Rheinweinlied en sol majeur (Matthias Claudius)                                                     | Mélodie |                                                                            |
| 74                            | An - als ihm die - starb en mi bémol majeur (Matthias Claudius)                                     | Mélodie |                                                                            |
| 75                            | An die quelle en mi-bémol majeur (Matthias Claudius)                                                | Mélodie |                                                                            |
| 76                            | Die welt nach Rousseau en sol majeur (Carl Hensler)                                                 | Mélodie |                                                                            |
| 77                            | Die henne en sol mineur (Matthias Claudius)                                                         | Mélodie |                                                                            |
| 78                            | Hans und hanne en ut majeur (Gottlob Burmann)                                                       | Mélodie |                                                                            |
| 79                            | An den wind I en si-bémol majeur (Alois Blumauer)                                                   | Mélodie |                                                                            |
| 80                            | An den wind II en fa majeur (Alois Blumauer)                                                        | Mélodie |                                                                            |
| 81                            | Ich bin ein deutscher Jüngling en ut majeur (Matthias Claudius)                                     | Mélodie |                                                                            |
| 82                            | Ich Bin Vergnoegt en ut majeur (Matthias Claudius)                                                  | Mélodie |                                                                            |
| 83                            | Daphne am bach en sol majeur (Frédéric-Léopold de Stolberg-Stolberg)                                | Mélodie |                                                                            |
| 84                            | Phidile en ut majeur (Matthias Claudius)                                                            | Mélodie |                                                                            |
| 85                            | Das rosenband en la majeur (Friedrich Gottlieb Klopstock)                                           | Mélodie |                                                                            |
| 86                            | Anselmuccio en la majeur (Matthias Claudius)                                                        | Mélodie |                                                                            |
| 87                            | An mein mädchen en si-bémol majeur (Kraus ?)                                                        | Mélodie |                                                                            |
| 88                            | Das schwarze lischen aus kastillien en sol majeur (August Gottlieb Meißner)                         | Mélodie |                                                                            |
| 89                            | Der nordische Witmer en la majeur (Alois Blumauer ?)                                                | Mélodie |                                                                            |
| 90                            | Ein Lied um Regen en ré majeur (Matthias Claudius)                                                  | Mélodie |                                                                            |
| 91                            | Der Mann im Lehnstuhl en sol majeur (Matthias Claudius)                                             | Mélodie |                                                                            |
| 92                            | Die Mutter bei der Wiege en si-bémol majeur (Matthias Claudius)                                     | Mélodie |                                                                            |
| 93                            | Ein wiegenlied: Seht doch das Kalte Nachtgesicht en mi mineur (Matthias Claudius)                   | Mélodie |                                                                            |
| 94                            | An das klavier en mi majeur (Johann Timotheus Hermes)                                               | Mélodie |                                                                            |
| 95                            | Der abschied en fa mineur (Kraus)                                                                   | Mélodie |                                                                            |
| 96                            | Ein wiegenlied: So schlafe nun, du Kleine en sol majeur (Matthias Claudius)                         | Mélodie |                                                                            |
| 97                            | Gesundheit en fa majeur (Johann Heinrich Voß d'après Luther)                                        | Mélodie |                                                                            |
| Mélodies françaises           | | |                                                                            |
| 98                            | Depuis longtemps en sol majeur                                                                      | Mélodie |                                                                            |
| 99                            | Dors mon enfant en mi-bémol majeur                                                                  | Mélodie |                                                                            |
| 100                           | Est-on sage en la majeur                                                                            | Mélodie |                                                                            |
| 101                           | Point de tristesse en la majeur                                                                     | Mélodie |                                                                            |
| 102                           | Sans venus en fa majeur                                                                             | Mélodie |                                                                            |
| 103                           | Aan de lente en sol majeur                                                                          | Mélodie |                                                                            |
| 104                           | Conservati fedele en fa majeur                                                                      | |                                                                            |
| 105                           | Notturno en sol majeur                                                                              | |                                                                            |
| 106                           | Si mio ben en mi-bémol majeur                                                                       | |                                                                            |
| 107                           | L'istessa canzonetta alla calabrese en ut majeur                                                    | |                                                                            |
| 108                           | Ti sento sospiri en sol majeur                                                                      | |                                                                            |
| 109                           | Broeder se Boelen en sol majeur                                                                     | |                                                                            |
| 110                           | Charon Poe En Doktor Soeg                                                                           | | Perdu                                                                      |
| 111                           | Élégie en fa majeur                                                                                 | |                                                                            |
| 112                           | Hvart hastar du en ut majeur                                                                        | |                                                                            |
| 113                           | Stancer till elias martin en sol majeur                                                             | |                                                                            |
| 114                           | Mina herrar en la majeur                                                                            | |                                                                            |
| 115                           | Oefver Mozarts Doed en mi-bémol majeur (texte de Carl Michael Bellman)                              | | janvier 1792                                                               |
| 116                           | Posten Riktigt Oeppnad Blef en fa majeur                                                            | |                                                                            |
| 117                           | Se Koellan, se Lunden en ré majeur                                                                  | |                                                                            |
| 118                           | Ynglingarne en ré mineur                                                                            | |                                                                            |
| 119                           | Atis och Camilla en sol majeur                                                                      | |                                                                            |
| 120                           | Den 9 januarii 1793                                                                                 | | Perdu                                                                      |
| 121                           | Gracernas Besoek Vid Professoren Herr Tobias Sergel                                                 | | Perdu                                                                      |
| 122                           | Cantate Till en Voerdig Voen                                                                        | | Perdu                                                                      |
| 123                           | Fiskarstugan                                                                                        | |                                                                            |
| 124                           | Moeltiden I Fiskarstugan                                                                            | |                                                                            |
| 125                           | Oeterfarten Ifroen Fiskarstugan                                                                     | |                                                                            |
| 126                           | Den 24 januarii 1792                                                                                | |                                                                            |
| 127                           | Mjoelkkammern Poe Haga                                                                              | |                                                                            |
| II. Musique instrumentale     | | |                                                                            |
| Symphonies                    | | |                                                                            |
| 128                           | Symphonie en la majeur (Allegro assai, Allegretto, Minuetto, Presto)                                | Orchestre (2 hautbois, 2 cors, 2 violons, alto, violoncelle & basse)                                                                        | 1768/72 Mannheim                                                           |
| 129                           | Sinfonia Buffa en fa majeur (Allegro, Andantino, Presto assai)                                      | Orchestre (2 flûtes, 2 cors, 2 violons, alto, violoncelle & basse)                                                                          | 1769/71 Mannheim                                                           |
| 130                           | Symphonie en fa majeur (Allegro, Andante, Presto)                                                   | Orchestre (2 cors, 2 Violons, alto, violoncelle & basse)                                                                                    | 1772 Buchen                                                                |
| 131                           | Symphonie                                                                                           | Orchestre | perdu                                                                      |
| 132-137                       | 6 symphonies de Göttingen                                                                           | | perdues                                                                    |
| 138                           | Symphonie en ut majeur "Violon obligato" (Adagio-Allegro, Andante, Allegro)                         | Orchestre (violon principal, 2 flûtes, 2 cors, 2 violons, alto, violoncelle & basse)                                                        | 1778/79 Stockholm                                                          |
| 139                           | Symphonie en ut majeur                                                                              | Orchestre (2 flûtes, 2 cors, 2 violons, alto, violoncelle & basse)                                                                          | 1780/81 Stockholm                                                          |
| 140                           | Symphonie en ut-dièse mineur (Adante di molto, Andantino, Minuetto I & II, Allegro)                 | Orchestre (2 flûte, 2 cors, 2 violons, alto, violoncelle & basse)                                                                           | 1782                                                                       |
| 141                           | Symphonie en mi mineur (Allegro spirituoso, Adagio non tanto ma con espressione, Presto)            | Orchestre (flûte, 2 hautbois, basson, 2 cors, 2 violons, alto, violoncelle & basse)                                                         | 1782 Amorbach (pub. Boyer, Paris 1787, sous le nom de Cambini)             |
| 142                           | Symphonie en ut mineur (Larghetto, Andante, Allegro assai)                                          | Orchestre | 1783 Vienne (refonte de la VB 140)                                         |
| 143                           | Symphonie en ré majeur (Allegro, Andante un poco largo, Allegro)                                    | Orchestre (flûte, 2 hautbois, 2 bassons, 2 cors, 2 violons, alto, violoncelle & basse)                                                      | 1783/86 ? (Pub. Sieber, Paris 1787, sous le nom de Haydn)                  |
| 144                           | Symphonie en mi-bémol majeur (Allegro, Larghetto, Allegro, (+ Larghetto alternatif)                 | Orchestre (flûte, 2 hautbois, basson, 2 cors, 2 violons, alto, violoncelle & basse)                                                         | 1783 décembre, Rome                                                        |
| 145                           | Symphonie en fa majeur (Largo maestoso - Allegro vivace, Larghetto amoroso e semplice, Presto)      | Orchestre (2 hautbois, 2 bassons, 2 cors, 2 violons, alto, violoncelle & basse)                                                             | 1784/86                                                                    |
| 146                           | Symphonie ré majeur "da chiesa" Riksdagssymfoni (Andante maestoso, Allegro maestoso)                | Orchestre (2 flûtes, 2 hautbois, 2 bassons, 2 cors, 2 trompettes, Timpani, 2 violons, alto, violoncelle & basse)                            | 1789, Stockholm (pour l'inauguration du Reichstag, avec VB 154)            |
| 147                           | sinfonia (Ouverture) en ré mineur                                                                   | Orchestre (hautbois, 2 violons, alto, violoncelle & basse)                                                                                  | 1790+                                                                      |
| 148                           | Symphonie en ut mineur "Symphonie funèbre" (Andante mesto, Larghetto, Chorale, Adagio)              | Orchestre (2 hautbois, 2 clarinettes, 2 bassons, 4 cors, 2 trompettes, Timpani, 2 violons, alto, violoncelle & basse)                       | 1792 Stockholm                                                             |
| Concertos                     | | |                                                                            |
| 149                           | Concerto pour 2 violons et orchestre                                                                | Concerto | perdu                                                                      |
| 150                           | Concerto pour flûte et orchestre                                                                    | Concerto | perdu                                                                      |
| 151                           | Concerto pour violon et orchestre en ut majeur (Allegro moderato, Adagio, Rondo. Allegretto)        | Concerto | œuvre de jeunesse, 2e vers. 1783 (finale remanié pour l'édition)           |
| 152                           | Concerto pour violon, alto et orchestre                                                             | Concerto | perdu                                                                      |
| 153 a                         | Concerto pour violon et violoncelle en sol majeur                                                   | Concerto | 1777 / 1781 (Retrouvé en 2010)                                             |
| 153 b                         | Concerto pour violon en ut majeur                                                                   | Concerto | 1777 / 1781 (Retrouvé en 2010)                                             |
| 153 c                         | Concerto pour violon en mi-bémol majeur                                                             | Concerto | 1777 / 1781 (Retrouvé en 2010)                                             |
| 154                           | Riksdagsmarsch en ré majeur                                                                         | Orchestre (2 flûtes, 2 hautbois, 2 bassons, 4 cors, 2 petites trompettes, timpani, 2 violons, alto, violoncelle & basse)                    |                                                                            |
| 155                           | Contredanses                                                                                        | | perdu                                                                      |
| Duos                          | | |                                                                            |
| 156                           | Duo pour violon et alto                                                                             | violon & alto | perdu                                                                      |
| 157                           | Sonate pour clavecin et violon                                                                      | violon & clavecin |                                                                            |
| 158                           | Duo pour flûte et alto vb 158                                                                       | flûte & alto |                                                                            |
| 159                           | Sonates pour clavier et violon                                                                      | violon & piano |                                                                            |
| 160                           | Sonates pour clavier et violon                                                                      | violon & piano |                                                                            |
| 161                           | Sonates pour clavier et violon                                                                      | violon & piano |                                                                            |
| 162                           | Sonates pour clavier et violon                                                                      | violon & piano |                                                                            |
| 163                           | Allegro pour clavier et violon en ré majeur                                                         | |                                                                            |
| Trios                         | | |                                                                            |
| 164                           | Trio à cordes                                                                                       | Trio | perdu                                                                      |
| 165-170                       | 6 Trios avec piano (Hoffstetter)                                                                    | Trio | perdus                                                                     |
| 171                           | Trios avec piano en ré majeur                                                                       | Trio |                                                                            |
| Quatuors                      | | |                                                                            |
| 172-177                       | 6 Quatuors à cordes ("Göttingen")                                                                   | Quatuor | perdu                                                                      |
| 178                           | Quatuor à cordes en fa mineur ([mouvement lent], Allegretto)                                        | Quatuor | 1777/78, Stockholm                                                         |
| 179                           | Quatuor à cordes ut mineur (Largo, Andantino-Allegro-Tempo primo)                                   | Quatuor |                                                                            |
| 180                           | Quatuor à cordes en mi majeur (Allegro con brio, Adagio, Allegretto)                                | Quatuor |                                                                            |
| 181                           | Quatuor à cordes op. 1 no 2 en si-bémol majeur (Allegro moderato, Largo, Allegretto)                | Quatuor | 1784 (Pub. Hummel)                                                         |
| 182                           | Quatuor à cordes op. 1 no 5 en ut majeur (Allegro, Andante-Adagio, Scherzo, Rondo-Allegro assai)    | Quatuor | 1784 (Pub. Hummel)                                                         |
| 183                           | Quatuor à cordes op. 1 no 3 en sol mineur (Andante comodo, Romance, Tempo di Minuetto)              | Quatuor | 1784 (Pub. Hummel)                                                         |
| 184                           | Quatuor à cordes op. 1 no 4 en ré majeur (Allegro, Larghetto, Allegro molto)                        | Quatuor | 1784 (Pub. Hummel)                                                         |
| 185                           | Quatuor à cordes op. 1 no 1 en la majeur (Allegro, Adagio, Scherzo-Allegro molto)                   | Quatuor | 1784 (Pub. Hummel)                                                         |
| 186                           | Quatuor à cordes en ut majeur (Allegro, Larghetto, Allegro)                                         | Quatuor |                                                                            |
| 187                           | Quatuor à cordes op. 1 no 6 en sol majeur (Allegro, Scozzèse-Andante maestoso, Largo-Allegro assai) | Quatuor | 1784 (Pub. Hummel)                                                         |
| Quintette                     | | |                                                                            |
| 188                           | Quintette avec flûte op. 7 en sol majeur                                                            | Quintette | 1783 Vienne (Pub. Ignaz Pleyel, Paris 1799)                                |
| Clavier                       | | |                                                                            |
| 189                           | Sonate pour la Contesse Ingelheim                                                                   | piano | perdu                                                                      |
| 190                           | Zwei neue kuriose Minuetten für klavier                                                             | piano | 1780, Stockholm                                                            |
| 191                           | Rondo en fa majeur                                                                                  | piano | 1778/80, Stockholm                                                         |
| 192                           | Swenska dans (Danse suédoise) en ut majeur                                                          | piano | 1778/88, Stockholm                                                         |
| 193                           | Scherzo con [12] variazioni en ut majeur                                                            | piano | 1785, Londres                                                              |
| 194                           | Larghetto en sol majeur                                                                             | piano | 1787/88, Stockholm                                                         |
| 195                           | Sonate en mi-bémol majeur (Allegro moderato, Andante con variazione, Allegro ma non troppo presto)  | piano | 1785, Paris (Pub. Olof Åhlström 1788/89)                                   |
| 196                           | Sonate en mi majeur (Vivace, Adagio, Andante con variazione)                                        | piano | 1787/88, Stockholm (Pub. Olof Åhlström 1788/89, avec la précédente sonate) |
| 197                           | Cinq préludes de chorals pour orgue                                                                 | orgue | 1790 (avant)                                                               |
| Œuvres vocales                | | |                                                                            |
| 198                           | Exercices pour soprano                                                                              | |                                                                            |
| 199                           | Foerkunnom Hoegt Hans Lof Och Magt en ut majeur                                                     | Motet |                                                                            |
| 200                           | 9                                                                                                   | Motet |                                                                            |
| 201                           | | |                                                                            |
| 202                           | Kleine quatro                                                                                       | | perdu                                                                      |
| 203                           | 6 Symphonies de Mannheim                                                                            | Orchestre | perdu                                                                      |
| 204                           | 6 Symphonies de Buchen                                                                              | Orchestre | perdu                                                                      |
| 205                           | Arias et motets                                                                                     | | perdu                                                                      |
| 206                           | 6 pièces pour piano                                                                                 | piano | perdu                                                                      |
| 207                           | 6 Symphonies de Paris                                                                               | Orchestre | perdu                                                                      |
| 208                           | Ode à Horace                                                                                        | | perdu                                                                      |
| Suppléments                   | | |                                                                            |
| anh 1                         | Messe en mi mineur                                                                                  | Musique sacrée |                                                                            |
| anh 2                         | Entracte pour Oefventyraren en la majeur                                                            | |                                                                            |
| anh 3                         | Poeter prisa Moenga gäng en la majeur                                                               | |                                                                            |
| anh 4                         | Lydia och arist en mi-bémol majeur                                                                  | |                                                                            |
| anh 5                         | Polonaise pour orchestre en ré majeur                                                               | Orchestre |                                                                            |
| anh 6                         | Symphonie en ré majeur                                                                              | Orchestre | ?                                                                          |
| anh 7                         | Symphonie n° 1 en la majeur (Sigmaringen)                                                           | Orchestre | perdu                                                                      |
| anh 8                         | Symphonie n° 2 en sol majeur (Sigmaringen)                                                          | Orchestre | perdu                                                                      |
| anh 9                         | Symphonie n° 3 en mi-bémol majeur (Sigmaringen)                                                     | Orchestre | perdu                                                                      |
| anh 10                        | Symphonie n° 4 en ut majeur (Sigmaringen)                                                           | Orchestre | perdu                                                                      |
| anh 11                        | Symphonie n° 5 en ré majeur (Sigmaringen)                                                           | Orchestre | perdu                                                                      |
| anh 12                        | Concerto pour trompette et orchestre                                                                | Concerto | perdu                                                                      |
| anh 13                        | Variations pour trompette et orchestre                                                              | Concerto | perdu                                                                      |
| anh 14                        | Trio pour clavier, flûte et violoncelle en ut majeur                                                | Trio |                                                                            |
| anh 15                        | Rondo capriccio pour clavier en sol majeur                                                          | Piano |                                                                            |
| N° Catalogue                  | Œuvre                                                                                               | Genre | Note                                                                       |

## Discographie sélective

### Pièces pour piano
- Œuvres pour piano, VB 190-196 - Jacques Després, piano (2000, Naxos 8.555771)
- Sonates VB 195 & 196 ; Danse suédoise VB 192, Larghetto VB 194 - Alexandra Oehler, piano (2001, Ars Musici AM 13 262-2)
- Œuvres pour piano : Sonates VB 195 & 196, Rondo VB 191, Scherzo con variazioni VB 193, Danse suédoise VB 192, 2 neue kuriose Menuetten VB 190, Larghetto VB 194 - Ronald Brautigam (2003, BIS CD-1319)

### Quatuors à cordes
- Quatuors à cordes, VB 176, 177, 178 & 180 n° 2, 4, 5 & 6 (1784) - Quatuor Lysell (1994, Musica Sveciae MSCD 414)
- Quatuors à cordes, opus 1 n° 1, 5 & 6, Quatuor en ut mineur et en mi majeur Vol. II - Quatuor Joseph Martin Kraus (2006, Cavalli-Records CCD 225)
- Quatuors à cordes, VB 179-181, 183 & 187 (op. 1 n° 2, 3, 6) - Quatuor Salagon (2005, Carus 83.194)

### Symphonies
- Quatre Symphonies, en ut mineur, mi-bémol majeur, ut majeur et ré majeur - Concerto Köln, dir. Werner Ehrhardt (1991, Capriccio CD 10 396)
- Quatre Symphonies, en ré majeur sinfonia da chiesa VB 138, en ut-dièse mineur CV 140, en ut majeur VB 146 & en ut mineur Symphonie fenèbre VB 148 Vol. 2 - Concerto Köln, dir. Werner Ehrhardt (1992, Capriccio CD 10 430)

Naxos publie quatre enregistrements formant l'intégrale des 14 symphonies (sur 15 conservées). En particulier le premier volume, dans lequel on peut découvrir la surprenante ouverture Olympie, extraordinairement mozartienne.
- Trois Symphonies VB 139, 142 & 144, Olympie (ouverture) VB 29 (Vol. 1) - Swedish Chamber Orchestra, dir. Petter Sundkwist (1996, Naxos 8.553734)
- Quatre Symphonies VB 128, 129 (buffa), 130 & 138 (violon obligato) (Vol. 2) - Swedish Chamber Orchestra, Dir. Petter Sundkwist (1998, Naxos 8.554472)
- Quatre Symphonies VB 140, 141, 147 & 148 (funèbre) (Vol. 3) - Swedish Chamber Orchestra, dir. Petter Sundkwist (1999, Naxos 8.554777)
- Deux Symphonies VB 143 et 145 ; Larghetto VB 144 ; Sinfonia per la Chiesa VB 146 ; Riksdagsmarsch VB 154 (Vol. 4) - Swedish Chamber Orchestra, Dir. Petter Sundkwist (2002, Naxos 8.555305)

### Concertos
- Concerto pour violon, Olympie VB 33, Azire (ballet) VB 18 - Takako Nishzaki, violon ; New Zealand SO, dir. Uwe Grodd (2007, Naxos 8.570 334)
- Concerto pour violoncelle et alto en sol majeur VB 153a ; Concertos pour alto en ut et en mi majeur VB 153 b & c - David Aaron Carpenter, alto ; Riitta Persola, violoncelle ; Tapiola Sinfonietta, dir. Janne Nosinen (2012, Ondine ODE 1193-2)

### Œuvres vocales
- Miserere, VB 4 ; Requiem en ré mineur VB 1 ; Stella Coeli VB 10 - Deutscher Kammerchor, La Stagione Franckfort, M. Scheinder (2008, CPO 777 409-2)
- Cantates : Olympie, VB 33 (ext.), La Gelosia, VB 46, La Primavera, VB 47, La Scusa, VB 43, La Pesca, VB 44 - Simone Kermes, soprano ; L'arte del mondo, dir. Werner Ehrhardt (Phoenix)
- Cantate funéraire VB 42 ; Symphonie funèbre VB 148 - Chœur de chambre de l'Université d'Uppsala, Drottningholm Baroque Ensemble, dir. Stefan Parkman (1987, Musica Sveciae MSCD 416E)

### Ballets
- Pantomime VB 37 & 38 ; Musique de ballet pour l'Armide de Glück VB 39 ; Fiskarena VB 40 - Orchestre de Chambre Suédois, dir. Sundkvist (2005, Naxos 8.557 498)

### Opéra
- Proserpine VB 19 (1781) Opéra en un acte et XXI scènes, sur un livret de J.H. Kelgren - Anna Eklund-Tarentino, soprano (Proserpine), Hillevi Martinpelto, soprano (Ceres), Suzanne Rydén, soprano (Cyane), Stephen Smith, ténor (Atis), Lars Arvidson, baryton (Pluto), Peter Mattei, baryton (Jupiter) ; Chœur et Stockholms Kammerorkester, dir. Mark Tatlow (1994, Musica Sveciae MSCD 422-423)
- Soliman II ou les trois sultanes VB 22, Singspiel sur un livret d'après Favart les trois sultanes. L. Hoel (Delia), B. Ortendahl-Corin (Roselane), T. Wallström (Le Muti), Bengt Ola Morgny (le Derviche) Chœur et orchestre de l'Opéra Royal de Suède, dir. Philip Brunelle (1991, Virgin VC 791496-2). Cet enregistrement ne contient pas les dialogues qui sont l'essentiel des singpiels de l'époque, mais uniquement la musique, constituée majoritairement de ballets